# 66-й резервний корпус (Третій Рейх)
LXVI-й (66-й) резервний ко́рпус (нім. LXVI. Reservekorps) — резервний корпус Вермахту, що виконував завдання охорони тилу німецьких військ за часів Другої світової війни. 5 серпня 1944 переформований на 66-й армійський корпус.

## Історія
LXVI-й резервний корпус сформований 21 вересня 1942 з військ резерву IX військового округу в Гіссені. До 27 вересня 1942 формування корпусу й командування були передислоковані до південної Франції з розміщенням штаб-квартири корпусу у місті Нансі.
Головним завданням резервного корпусу визначалося навчання особового складу новобранців для резервних дивізій, що розгорталися на території центральної та південної Франції, а також одночасне приготування військових резервів для військових операції, й паралельно завдання охорони важливих об'єктів тилу на території окупованої Франції. Корпус на початковому періоді перебував у підпорядкуванні командувача IX військовим округом та армійської групи «Фельбер», й оперативно підкорявся Головнокомандувачу військ Вермахту на Заході.
Резервні дивізії, що входили до складу корпусу, дислокувалися в центральній Франції до зони італійської окупації Франції:
- 158-ма резервна дивізія
- 159-та резервна дивізія
- 189-та резервна дивізія.

З 23 до 27 жовтня 1942 корпус був перекинутий до Монтаржі.
11 листопада 1942, незабаром після висадки союзних військ у Північній Африці, корпус разом з формуваннями 7-ї армії генерала Ф. Долльмана брав участь в окупації вільної Французької зони та роззброєнні французьких збройних сил уряду Віші.
Надалі 66-й резервний корпус передислокувався до Клермон-Ферран, де розміщувався штаб резервного формування. Німецькі війська зі складу об'єднання продовжували ведення активних антипартизанських дій, інтенсивність яких значно зросла у передбаченні вторгнення союзних військ до Франції. Водночас частини корпусу відповідали за регіон Центрального масиву, аж до іспансько-французького кордону, й атлантичне узбережжя Франції.
Взимку 1944 року війська корпусу розпочали реалізацію завдань операції «Нюрнберг» — план оборони німецьких військ на випадок вторгнення союзників через Піренейський півострів до південної Франції. Відповідно у Піренеях німцями будувалися фортифікаційні споруди та оборонні рубежі для відбиття імовірного прориву англо-американських військ через гори.
5 серпня 1944 з активізацією бойових дій на Західному фронті переформований на 66-й армійський корпус.

## Райони бойових дій
- Німеччина (вересень 1942);
- Центральна та Південна Франція (вересень 1942 — серпень 1944).

## Командування

### Командири
- генерал артилерії Еріх Маркс (21 вересня — 1 жовтня 1942);
- генерал від інфантерії Баптіст Кнісс (нім. Baptist Kniess) (12 листопада 1942 — 7 квітня 1943);
- генерал від інфантерії Отто Реттіг (нім. Otto Röttig) (10 травня — 15 червня 1943);
- генерал від інфантерії Баптіст Кнісс (15 червня — 7 вересня 1943);
- генерал від інфантерії Вільгельм Вецель (нім. Wilhelm Wetzel) (7 вересня — 1 листопада 1943);
- генерал артилерії Вальтер Люхт (нім. Walther Lucht) (1 листопада 1943 — 5 серпня 1944).

### Підпорядкованість
| Час          | Армія                     | Група армій           | Штаб           |
| ------------ | ------------------------- | --------------------- | -------------- |
| 1942         |                           |                       |                |
| 21 вересня   | —                         | IX-й військовий округ | Гіссен         |
| 27 жовтня    | z. Vfg.                   | IX-й військовий округ | Нансі          |
| 11 листопада | Армійська група «Фельбер» | Група армій «D»       | Монтаржі       |
| 1943         |                           |                       |                |
| 1 січня      | —                         | Група армій «D»       | Руая           |
| 1944         |                           |                       |                |
| 1 січня      | —                         | Група армій «D»       | Клермон-Ферран |
| Червень      | —                         | Група армій «D»       | Клермон-Ферран |
| Липень       | —                         | Група армій «G»       | Клермон-Ферран |

## Бойовий склад 66-го резервного корпусу
Формування управління, забезпечення та підтримки
- 466-й корпусний батальйон зв'язку (Korps Nachrichten-Abteilung 466);
- 466-те управління корпусного постачання (Korps-Nachschubtruppen 466);
- навчальна снайперська рота корпусу (Scharfschützen-Ausbildungs-Kompanie LXVI. Reservekorps).

- 158-ма резервна дивізія (158. Reserve-Division);
- 159-та резервна дивізія (159. Reserve-Division);
- 189-та резервна дивізія (189. Reserve-Division).

- 158-ма резервна дивізія;
- 159-та резервна дивізія;
- 189-та резервна дивізія.